# Tyler Kleven
Tyler Kleven (né le 10 janvier 2002 à Fargo, État du Dakota du Nord) est un joueur professionnel américain de hockey sur glace. Il évolue au poste de défenseur.

## Biographie

### Carrière en club
Kleven commence sa carrière junior avec l'USNTDP Juniors dans l'USHL en 2018-2019. Il est choisi au 2e tour, en 44e position par les Sénateurs d'Ottawa lors du repêchage d'entrée dans la LNH 2020. En 2020, il rejoint l'Université du Dakota du Nord. Il évolue trois saisons avec les Fighting Hawks du Dakota du Nord dans le championnat NCAA. Le 30 mars 2023, il joue son premier match dans la Ligue nationale de hockey avec les Sénateurs face aux Flyers de Philadelphie et enregistre sa première assistance. Le 27 novembre 2024, il marque son premier but dans la LNH face aux Sharks de San José.

### Carrière internationale
Il représente les États-Unis au niveau international. Il prend part aux sélections jeunes.

## Statistiques

### En club
| Saison     | Équipe                           | Ligue      |    | Saison régulière | Saison régulière | Saison régulière | Saison régulière | Saison régulière |   | Séries éliminatoires | Séries éliminatoires | Séries éliminatoires | Séries éliminatoires | Séries éliminatoires |
| Saison     | Équipe                           | Ligue      | PJ | B                | A                | Pts              | Pun              | PJ               | B | A                    | Pts                  | Pun                  |                      |                      |
| 2018-2019  | USNTDP Juniors                   | USHL       | 31 | 2                | 1                | 3                | 45               | 2                | 0 | 0                    | 0                    | 19                   |                      |                      |
| 2019-2020  | USNTDP Juniors                   | USHL       | 17 | 0                | 2                | 2                | 37               | -                | - | -                    | -                    | -                    |                      |                      |
| 2020-2021  | Fighting Hawks du Dakota du Nord | NCHC       | 22 | 5                | 2                | 7                | 37               | -                | - | -                    | -                    | -                    |                      |                      |
| 2021-2022  | Fighting Hawks du Dakota du Nord | NCHC       | 38 | 7                | 3                | 10               | 93               | -                | - | -                    | -                    | -                    |                      |                      |
| 2022-2023  | Fighting Hawks du Dakota du Nord | NCHC       | 35 | 8                | 10               | 18               | 84               | -                | - | -                    | -                    | -                    |                      |                      |
| 2022-2023  | Sénateurs d'Ottawa               | LNH        | 8  | 0                | 2                | 2                | 2                | -                | - | -                    | -                    | -                    |                      |                      |
| 2023-2024  | Senators de Belleville           | LAH        | 53 | 5                | 16               | 21               | 51               | 7                | 1 | 2                    | 3                    | 6                    |                      |                      |
| 2023-2024  | Sénateurs d'Ottawa               | LNH        | 9  | 0                | 1                | 1                | 2                | -                | - | -                    | -                    | -                    |                      |                      |
| Totaux LNH | Totaux LNH                       | Totaux LNH | 17 | 0                | 3                | 3                | 4                | -                | - | -                    | -                    | -                    |                      |                      |

### En équipe nationale
| Année | Compétition                 |   | PJ | B | A | Pts | Pun | +/-             |  | Résultat |
| 2021  | Championnat du monde junior | 2 | 0  | 1 | 1 | 0   | +3  | Médaille d'or   |  |          |
| 2022  | Championnat du monde junior | 5 | 0  | 0 | 0 | 0   | 0   | Cinquième place |  |          |
| 2023  | Championnat du monde        | 7 | 0  | 0 | 0 | 2   | +2  | Quatrième place |  |          |